# Wilbert McLeod Chapman
Wilber McLeod Chapman soprannominato Wib (1910 – 1970) è stato un ittiologo statunitense, direttore all'Università di Washington.

## Biografia
Chapman si laureò in Biologia presso l'University of Washington. Negli anni compresi fra il 1933 ed il 1942, lavorò come biologo presso la International Fisheries Commission del Dipartimento della Pesca dello Stato di Washington e presso lo Fish and Wildlife Service statunitense.
Nel 1942 divenne Direttore dell'Aquario e Curatore del Dipartimento di Ittiologia della California Academy of Sciences, ruolo che rivestì fino al 1947.
Contemporaneamente, negli anni 1943-1944, per conto del Consiglio Economico di Guerra, fu Ufficiale per lo Sviluppo della Pesca nelle zone del Pacifico centrale e meridionale, che erano teatro di guerra.
Nel 1947, Chapman succedette a William F. Thompson, che fu suo insegnante durante gli anni di studio, come Direttore della Scuola di Pesca dell'Università di Washington. 
In conseguenza dell'aumento degli studenti iscritti al corso di laurea nell'immediato dopoguerra (nell'anno accademico 1948—1949, si contavano 110 studenti diplomati e 40 studenti laureati), Chapman intraprese immediatamente la revisione del percorso formativo, cercò di ingrandire la facoltà e di espandere in maniera significativa il Programma Tecnologico di Pesca.
Però Chapman, già nell'estate del 1948, dovette abbandonare l'incarico per divenire Assistente Speciale al Segretario di Stato per la Pesca e la Natura, incarico che mantenne fino al 1951. Non ritornò più all'Università; alla guida della Scuola di Pesca gli succedette Richard Van Cleve (1906—1984), nativo di Seattle e anch'egli studente di Thompson.
Dal 1951 al 1959 fu Direttore della Ricerca per l'American Tunaboat Association e, dal 1959 al 1961, fu Direttore del Comitato delle Risorse di tale associazione.
In seguito, dal 1961 al 1968, divenne Direttore della Ricerca per la società alimentare Van Camp Seafood Company, dove, per alcuni anni, rappresentò la componente intellettuale nella definizione delle politiche del settore ittico.
Dal 1968 al 1969, fu Direttore per le Risorse Marine della società Ralston Purina Company (Van Camp Sea Food Company ne divenne poi una divisione).
Fu Presidente del Working Party on Fishery Oceanography, del Comitato Scientifico per la Ricerca Oceanica, del Consiglio Internazionale delle Unioni Scientifiche.
In sua memoria, familiari ed amici istituirono il Wilber McLeod Chapman Memorial Scholarship, borsa di studio indirizzata a studenti meritevoli della Scuola di Scienze Acquatiche e della Pesca dell'Università di Washington.